# ジョン・ハウスマン

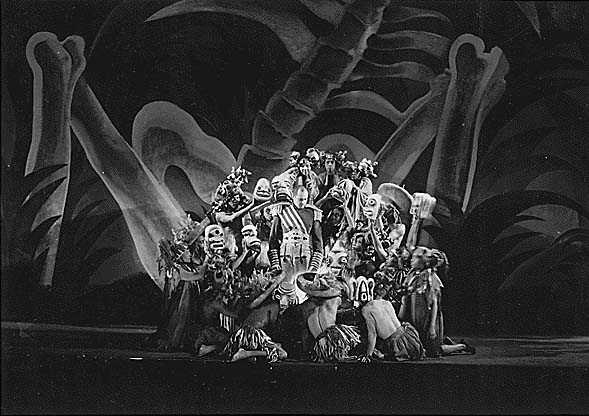
舞台『マクベス』

ジョン・ハウスマン（John Houseman, 1902年9月22日 - 1988年10月31日）は、ルーマニア生まれの俳優である。

## 来歴
俳優、映画プロデューサーとして活躍したほか、数多くのハリウッド俳優たちから「師」と未だ仰がれ続けるハウスマンは、1902年にルーマニアのブカレストに生まれる。母親はアイルランド人とウェールズ人の祖先を持つイギリス系で、父親はユダヤ系の家庭で育つ。後にイングランド南西部にあるクリフトン･カレッジへ進学すると、英国市民権を獲得。1925年には渡米し、芸能関係のキャリアをスタートさせる。さらに芸名にはそれまで名乗っていた“Jacques Haussmann”の本名ではなく、“John Houseman”に改名。後にオーソン・ウェルズと出会ったハウスマンは、ブロードウェイへ進出していくつもの舞台をプロデュース。
1934年、1929年に起こったウォール街大暴落の影響で世間は世界恐慌にあえぐ時代であり、演劇界もその余波を浴びざるを得ない状況の最中、ハウスマンはたまたまキャスティングで役者候補を探している時に、後の盟友となるオーソン・ウェルズと出会う。1935年、大不況で困窮に陥る演劇人を救済する政策である連邦劇場計画（FTP）が開始され、ハウスマンとウェルズはアフリカ系アメリカ人の俳優やスタッフたちと演劇活動に励んだ。その甲斐もあり、同年に公演されたウェルズ演出、ハウスマンがプロデュースの『マクベス』は多くの観客を魅了した。
その後もいくつかのプロジェクトを得て、1937年にハウスマンらは劇作家のマーク・ブリッツスタインが脚本・作曲、オーソン・ウェルズが演出で労働者たちの反乱を描いたミュージカル『ゆりかごは揺れる （別題：クレイドル・ウィル・ロック）』の製作に着手。しかし労働組合側に立ったストーリー内容にFTP側が検閲を実施して「予算削減」を理由に製作中止を申し入れられてしまう。だがハウスマンらは、それでも公演を諦めずにとっさの処置を敢行。当時公演が行われる予定だった劇場の前に立ち、チケットを持ってやってきた観客たちを別の劇場へ誘導してブリッツスタイン一人がステージ上に立ち、ピアノを弾きながら楽曲を唄うという強硬手段に出る。すると観客席にいた役者（もともとその舞台に出演するはずだったが舞台に立つことを禁止された役者たち）が一人、また一人と観客席で歌い出し、ステージ上のブリッツスタインと観客席の役者たちで演劇が実行された。その上演を鑑賞していた観客たちからは大喝さいが起こり、演目は大成功を収める。その事は演劇界の“伝説”となっており、ティム・ロビンスが監督で『クレイドル・ウィル・ロック』という映画も製作されている。
『ゆりかごは揺れる』で大成功を収めたハウスマンとウェルズは、演劇人として立派な地位を確立したほか、「マーキュリー劇場」を設立。そこではウェルズが演出での『ジュリアス・シーザー』や『三人姉妹』や『ベガーズ・オペラ』、その他のシェイクスピアの戯曲が公演された。ちなみにマーキュリー劇場ではラジオ放送も行ったのだが、その中でも最も有名な逸話としてはウェルズがH.G.ウェルズ原作の『宇宙戦争』をモチーフに火星人がアメリカに襲来したというドキュメンタリー形式のラジオドラマを聴衆が本気に受け止めて、一時アメリカ国民がパニックになるという事態が起こったことである。この事件により、原稿を読み上げた張本人であるウェルズはニューヨークのみならず全米にその名を知らしめることになった。
演劇界でプロデューサーとしての成功を収めたハウスマンだったが、映画においてもプロデューサーとしての活動を続け、役者の分野にもキャリアを広げる。1973年に出演した青春映画『ペーパーチェイス』では主人公の通うハーバード・ロー・スクールの教授を演じて、1974年のアカデミー助演男優賞とゴールデングローブ賞を受賞した。それがきっかけで役者としての活動も増え、晩年に至るまでその実力を発揮した。また名門である演劇スクールジュリアード学院では演劇の指導にもあたり、彼から演劇を学んだ生徒の中にはケヴィン・クラインやスティーヴ・グッテンバーグ、クリストファー・リーヴなどがいる。ビル・マーレイ主演のクリスマス映画『3人のゴースト』への本人役での出演を最後に、1988年、癌のためカリフォルニア州の自宅で死去した。86歳だった。

## 出演作品

### 映画
- Too Much Johnson (1938) ※短編映画
- 五月の七日間 Seven Days in May (1964)
- ペーパーチェイス Paper Chase (1973)
- ローラーボール Rollerball (1975)
- コンドル Three Days of the Condor (1975)
- セント・アイブス St. Ives (1976)
- 名探偵再登場 The Cheap Detective (1978)
- オールド・ボーイフレンド Old Boyfriends (1979)
- ザ・フォッグ The Fog (1980)
- ダドリー・ムーアのモーゼの気分で Wholly Moses! (1980)
- マイ・ボディガード My Bodyguard (1980)
- ベビーシッター The Bebbysitter (1980)
- ゴースト・ストーリー Ghost Story (1981)
- ベル Murder by Phone (1982)
- 再会の街/ブライトライツ・ビッグシティ Bright Lights, Big City (1988)
- リンカーン Lincoln (1988)
- 私の中のもうひとりの私 Another Woman (1988)
- 裸の銃を持つ男 The Naked Gun (1988)
- 3人のゴースト Scrooged (1988)

### テレビドラマ
- Fear on Trial (1975)
- Hazard's People (1976)
- Six Characters in Search of an Author (1976)
- The Adams Chronicles (1976)
- 600万ドルの男 The Six Million Dollar Man (1976)
- 地上最強の美女バイオニック・ジェミー The Bionic Woman (1976)
- キャプテンたちと王様たち Captains and the Kings (1976)
- 権力と陰謀・大統領の密室 Washington: Behind Closed Doors (1977)
- ペーパー・チェイス Paper Chase (1978-1986)
- 太平洋を乗っ取れ The French Atlantic Affair (1979)
- ザ・アソシエイツ The Associates (1980)
- 雪のないクリスマス A Christmas Without Snow (1980)
- モークとミンディ Mork & Mindy (1982)
- 戦争の嵐 The Winds of War (1983)

## 製作作品
- 青い戦慄 The Blue Dahlia (1946)
- 忘れじの面影 Letter from an Unknown Woman (1948)
- 夜の人々 They Live by Night (1949)
- 愛の十字架 The Company She Keeps (1951)
- 危険な場所で On Dangerous Ground (1952)
- 悪人と美女 The Bad and the Beautiful (1952)
- ジュリアス・シーザー Julius Caesar (1953)
- 重役室 Executive Suite (1954)
- Her Twelve Men (1954)
- ムーンフリート Moonfleet (1955)
- 蜘蛛の巣 The Cobweb (1955)
- 炎の人ゴッホ Lust for Life (1956)
- All Fall Down (1962)
- 明日になれば他人 Two Weeks in Another Town (1962)
- In the Cool of the Day (1963)
- 雨のニューオリンズ This Property Is Condemned (1965)
- Choices of the Heart (1983)